# Marktaustritt
Als Marktaustritt (oder Marktausstieg) wird in der Betriebswirtschaftslehre und Mikroökonomie das Ausscheiden eines Marktteilnehmers aus einem Markt verstanden. Pendant ist der Marktzutritt.

## Allgemeines
Marktaustritte gehören wie Marktzutritte zur Marktdynamik. Die Offenheit eines Marktes besteht einerseits in der Möglichkeit eines ungehinderten Marktzutritts (englisch no barriers to entry) und andererseits auch in der freien Entscheidung zum Marktaustritt (englisch no barriers to exit). Durch einen Marktaustritt verringert sich ceteris paribus die Anzahl der Marktteilnehmer. Marktaustritte werden meist auf Unternehmen bezogen, so dass sie mit ihrem Marktaustritt das Güterangebot und/oder die Produktvielfalt verringern. Auf diese Weise kann aus einem Polypol ein Oligopol und aus diesem letztlich ein Monopol werden. Der Marktaustritt muss nicht das gesamte Unternehmen betreffen, sondern kann sich auf einzelne Produkte oder Dienstleistungen beziehen. Werden einzelne Produkte/Dienstleistungen vom Markt genommen (Produkteliminierung), wird auch vom „Rückzug“ gesprochen.
Die Entscheidung über einen Marktaustritt wird genauso wie die Unternehmensgründung im Rahmen des strategischen Managements durch den Unternehmer oder die Unternehmensführung getroffen.

## Ursachen
Die Hauptursache für Marktaustritte besteht darin, dass marktbedingt die Ertragslage oder die künftige Ertragskraft nicht mehr den Unternehmenszielen entsprechen, was auf ungenügende Wettbewerbsfähigkeit, die vielfach durch eine Marktsättigung begleitet wird, zurückzuführen ist. Die häufigste ökonomische Form des Marktaustritts stellen die Liquidation oder Insolvenz dar. Weitere Gründe können Bedarfsverschiebungen, gesetzliche oder behördliche Verbote (Entzug der Betriebserlaubnis, Marktregulierung), Produkteliminierung, Ablauf des Produktlebenszyklus, mangelnde Erfüllung der Kundenanforderungen, Schrumpfmarkt, fehlende Produktinnovationen, Verdrängungswettbewerb oder eine Unternehmenskrise sein.
Es gibt Helmut Gröner zufolge vier Gründe für einen Marktaustritt:
- Solvente Unternehmen:
  - Marktaustritt, obwohl keine akute Existenzgefährdung zu erkennen ist,
  - trotz Solvenz freiwillig aus dem Markt ausscheiden;
- insolvente Unternehmen:
  - Marktaustritt muss durch Liquidation/Insolvenz erzwungen werden,
  - Unternehmen mit Fortführungschance.

Hier werden marktfähige/nicht marktfähige und solvente/insolvente Unternehmen gegenübergestellt.

## Beispiele
Arthur Andersen als eine der ehemaligen Big Five-Wirtschaftsprüfungsgesellschaften nahm 2002 eine Selbstauflösung vor, als bekannt wurde, dass Mitarbeiter an der Bilanzfälschung beim insolventen Großunternehmen Enron beteiligt waren und sogar belastendes Beweismaterial vernichtet hatten.
Die Bayer AG entschloss sich am 8. August 2001 zum Rückzug des Cholesterinsenkers Lipobay, nachdem einige Todesfälle bekannt wurden. Dadurch verlor die Bayer-Aktie bis zum 10. August 2001 rund 20 % ihres Börsenkurses.
Ein gesetzlich erzwungener Marktaustritt ist in Deutschland die seit August 2011 betriebene Stilllegung kerntechnischer Anlagen im Rahmen des Atomausstiegs, die aufgrund einer Stilllegungs- und Abbaugenehmigung gemäß § 7 Abs. 3 Atomgesetz erfolgte.
Wird einem Kreditinstitut oder Finanzdienstleister die Banklizenz durch die Bankenaufsicht entzogen, so handelt es sich um einen durch die Aufsichtsbehörde erzwungenen Marktaustritt wie im März 2021 bei der Greensill Bank.

## Wirtschaftliche Aspekte
Gibt es keine Hindernisse für Markteintritt oder Marktaustritt, wird von freiem Markteintritt und freiem Marktaustritt gesprochen. Bestehende Hindernisse werden als Markteintrittsbarrieren bzw. Marktaustrittsbarrieren bezeichnet. Einem geplanten Marktaustritt stehen oft gravierende Marktaustrittsbarrieren entgegen.
Ein allgemeiner Preiswettbewerb kann dazu führen, dass einzelne Anbieter für dasselbe Produkt ihre Preisuntergrenze erreichen oder unterschreiten und damit zum Grenzanbieter werden. Handelt es sich bei diesem um ein Einproduktunternehmen, ist der vollständige Marktaustritt unumgänglich. Ein Marktaustritt eines Mehrproduktunternehmens dagegen muss nicht bedeuten, dass es wie bei der Insolvenz völlig vom Markt verschwindet, sondern es kann sich aus einzelnen Teilmärkten zurückziehen, wenn es sich auf sein Kerngeschäft konzentrieren will. Dann können die durch Desinvestition freiwerdenden Mittel zur Reinvestition in Geschäftsfelder mit Marktwachstum genutzt werden, sofern es keine versunkenen Kosten gibt. Sind jedoch die Stückkosten höher als der Produktpreis und die Fixkosten enthalten keine versunkenen Kosten, liegt ein Marktaustritt nahe. Beim Marktaustritt ist sehr häufig zumindest ein erheblicher Teil der Investitionen in Sachanlagevermögen für andere Produkte nicht mehr einsetzbar (mangelnde Umrüstbarkeit), so dass sie abgeschrieben werden müssen und damit das Gesamtergebnis erheblich belasten.
Eine Strategie zur Krisenbewältigung (Krisenmanagement) kommt grundsätzlich dann in Betracht, wenn in einem Unternehmen Marktpotenziale als dauerhaft verloren angesehen werden müssen, weil weder bestehende Erfolgspotenziale ausgebaut noch neue erschlossen werden können. Die Strategie kann auch darin bestehen, dass die in einem unrentablen Geschäftsfeld (wie auf einem Schrumpfmarkt) gebundenen Ressourcen in einem anderen Geschäftsfeld (auf einem Wachstumsmarkt oder Zukunftsmarkt) erfolgversprechender eingesetzt werden können. Hier kann durch Produktinnovation, Produktentwicklung, Produktdifferenzierung, Produktvariation oder Qualitätswettbewerb versucht werden, den vollständigen Marktaustritt des Unternehmens zu verhindern.
Aus der Gewinnmaximierung kann der optimale Zeitpunkt für den Marktaustritt bestimmt werden, der bei stark steigenden Fixkosten erreicht wird. Für einzelne Stakeholder hat der Marktaustritt oft negative Folgen (Arbeitnehmer, Kreditgeber, Unternehmer), für andere auch positive (Konkurrenten).